# Stanisław Bańczyk

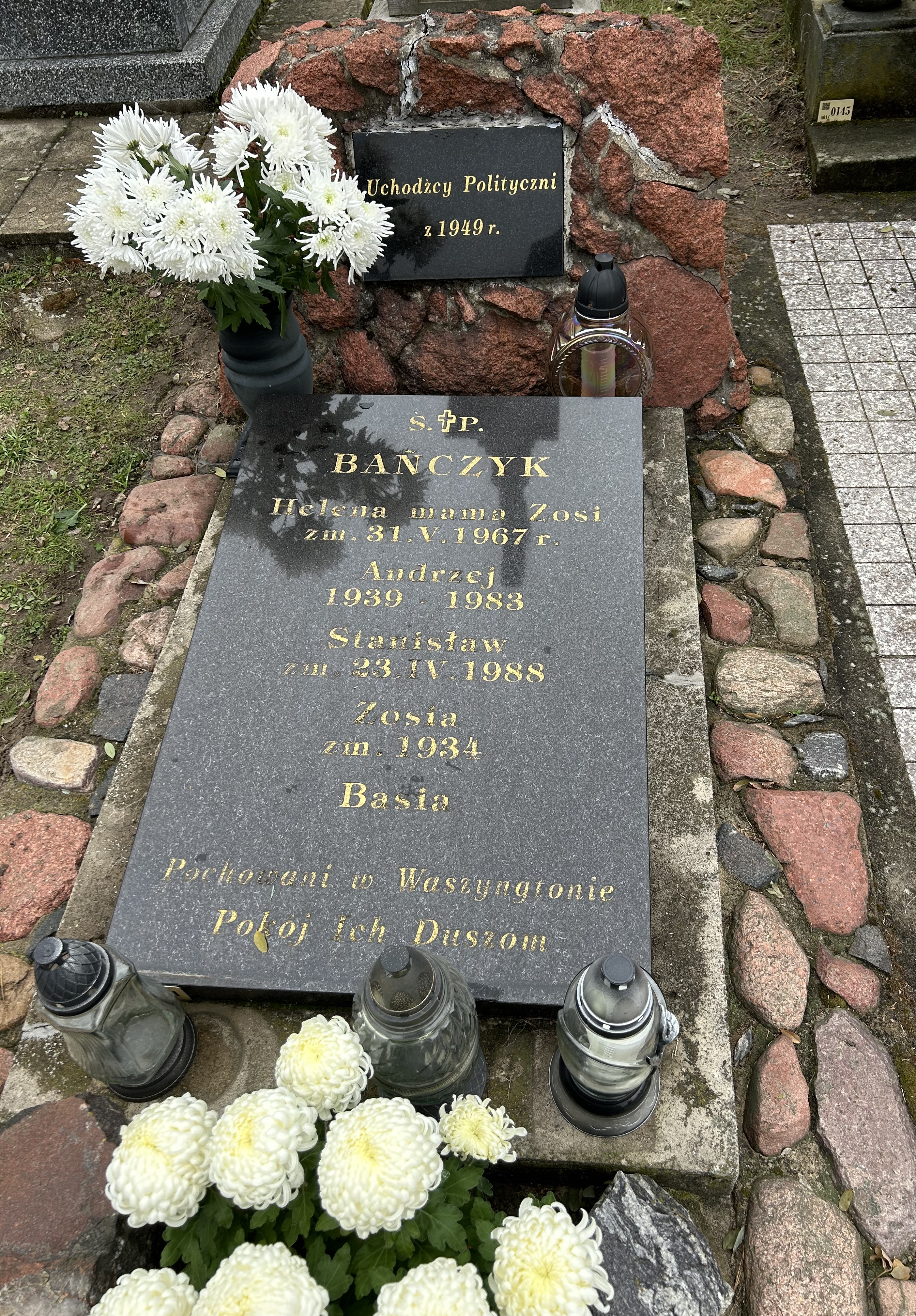
Grób symboliczny rodziny Bańczyków na Cmentarzu Parafialnym w Ręcznie

Stanisław Bańczyk (ur. 25 października 1903 w Libiszowie k. Opoczna, zm. 16 kwietnia 1988 w Waszyngtonie) – działacz ruchu ludowego. Od 1931 członek Stronnictwa Ludowego. Podczas okupacji członek władz SL „Roch” w Łodzi. W latach 1944–1947 poseł do KRN. W latach 1947–1948 poseł na Sejm Ustawodawczy.

## Życiorys
Od 1920 roku organizował Koła Młodzieży Wiejskiej w rodzinnym powiecie, angażował się również w działalność spółdzielczą spożywców. W latach 1924–1926 odbył służbę wojskową.
Był członkiem Zarządu Wojewódzkiego Stronnictwa Ludowego w Łodzi, był także prezesem Łódzkiego Związku Teatrów Ludowych. Od 1935 roku współpracował z czasopismem „Chłopskie Życie Gospodarcze”, pisał także do „Dziennika Popularnego”, „Siewu”, „Wici” i „Zielonego Sztandaru”. W 1936 roku, wraz ze Stanisławem Dubois i Norbertem Barlickim, brał udział w organizacji Frontu Ludowego w Łodzi. W 1937 roku był jednym z organizatorów strajku chłopskiego w województwie łódzkim. Za swoją działalność został aresztowany i przebywał trzy miesiące w więzieniu w Piotrkowie Trybunalskim, następnie pozostawał pod nadzorem policji.
Na początku II wojny światowej zaangażował się w działalność konspiracyjną. Wiosną 1940 roku wszedł w skład Kierownictwa Ruchu Ludowego w województwie łódzkim. Jesienią 1943 roku, za namową Ignacego Loga-Sowińskiego, spotkał się z Władysławem Gomułką. Po spotkaniu postulował podjęcie rozmów przez Stronnictwo Ludowe z Polską Partią Robotniczą. Pod koniec 1943 roku spotkał się z Władysławem Kowalskim.
W 1944 roku pełnił funkcję prezesa Stronnictwa Ludowego „Wola Ludu”, z którego ramienia wszedł w skład Krajowej Rady Narodowej. W czerwcu 1944 roku miał znaleźć się w składzie delegacji udającej się do Moskwy w celu negocjacji powołania nowego rządu, został jednak aresztowany przez Niemców i osadzony w więzieniu w Piotrkowie Trybunalskim, a następnie w Tomaszowie Mazowieckim. Po trzech miesiącach miał zostać wykupiony przez rodzinę i przyjaciół.
W marcu 1945 roku dołączył do Stronnictwa Ludowego „lubelskiego” i został prezesem Naczelnego Komitetu Wykonawczego partii. W czerwcu 1945 roku brał udział w negocjacjach dotyczących powołania Tymczasowego Rządu Jedności Narodowej. Od lipca tego samego roku brał udział w rozmowach dotyczących zjednoczenia Stronnictwa Ludowego „Roch” i SL. We wrześniu 1945 roku został usunięty ze stanowiska prezesa NKW i wydalony z partii wraz zgrupą swoich zwolenników, nazywanych „grupą Bańczyka”. Przez pewien czas podejmował działania zmierzające do powołania własnego stronnictwa chłopskiego. 6 listopada 1945 roku, w dniu pogrzebu Wincentego Witosa, wraz z innymi działaczami dołączył do Polskiego Stronnictwa Ludowego. Od 21 stycznia 1946 do 15 listopada 1947 był wiceprezesem opozycyjnego PSL. W Sejmie Ustawodawczym pełnił funkcję zastępcy przewodniczącego klubu poselskiego PSL i sejmowej Komisji Zdrowia. 
23 grudnia 1948 roku na pokładzie szwedzkiego statku „Viking” przedostał się do Sztokholmu. W organizacji ucieczki współpracował m.in. z Franciszkiem Wójcickim i Stanisławem Wójcikiem. Następnie emigrował do Stanów Zjednoczonych. W 1949 roku pozbawiony obywatelstwa polskiego, które przywrócono mu pośmiertnie 15 marca 1989 roku. 
Na emigracji uczestniczył w pracach Polskiego Narodowego Komitetu Demokratycznego, Międzynarodowej Unii Chłopskiej i Zgromadzenia Europejskich Narodów Ujarzmionych. Współpracował także z Radiem Wolna Europa. Był rozpracowywany przez służby specjalne PRL.
Od 1954 roku pozostawał w konflikcie ze Stanisławem Mikołajczykiem, gdyż obaj uznawali się za prezesa Polskiego Stronnictwa Ludowego na emigracji. 
Jego brat, Franciszek Bańczyk, zginął po wypuszczeniu z aresztu przez UB, potrącony przez pociąg towarowy na stacji Łódź Lublinek, drugi brat, Piotr Bańczyk, został w 1951 roku aresztowany i oskarżony o kolaborację z nazistami, a następnie skazany na śmierć. Wyrok wykonano 21 października 1952 roku.